# 범어사 대웅전 청동북
부산 범어사 대웅전 청동북(釜山 梵魚寺 大雄殿 靑銅金鼓)은 부산광역시 금정구 범어사에 있는 조선시대의 청동북이다. 청동북은 절에서 사용하는 도구로서 대중을 불러모으거나, 급한 일을 알리는데 사용하는 금속으로 만든 타악기이다. 1999년 9월 3일 부산광역시의 문화재자료 제5호로 지정되었다.

## 개요
금고란 절에서 사용하는 도구로서 대중을 불러모으거나, 급한 일을 알리는데 사용하는 금속으로 만든 타악기이다.
범어사 금고는 지름 90cm, 두께 15cm의 대형 금고이다. 옆면은 뒷면을 향해 안으로 기울어진 좁은 입구를 가진다. 앞면에 동심원이 새겨 있을 뿐 전체적으로 무늬가 없다. 옆면에는 3개의 고리가 달려있으며, 만들어진 때와 금고에 대한 기록이 새겨 있다. 이 글로 보아 동치(同治) 원년인 조선 철종 13년(1862)에 만들어졌음을 알 수 있다.
이 금고는 조선 후기에 제작된 대형 금고인 동시에 만든 시기가 명확한 중요한 자료이다.

## 같이 보기
- 범어사

## 참고 자료
- 동치원년명범어사금고 - 국가유산청 국가유산포털